# Euploea samaraina
Euploea samaraina är en fjärilsart som beskrevs av Carpenter 1953. Euploea samaraina ingår i släktet Euploea och familjen praktfjärilar. Inga underarter finns listade i Catalogue of Life.